# 使い魔様は魔界プリンセス 〜勘違いするな! 中に出すのはただの魔力補給だ!!〜
『使い魔様は魔界プリンセス 〜勘違いするな! 中に出すのはただの魔力補給だ!!〜』（つかいまさまはまかいプリンセス かんちがいするな なかにだすのはただのまりょくほきゅうだ）は、日本のアダルトゲームブランド・Nornがダウンロード版を2007年4月27日、パッケージ版を2007年5月25日に発売した18禁アドベンチャーゲーム。また、DVDPG版が2007年10月4日に発売されている。

## 概要
アニメ制作会社・南町奉行所のブランド・黒姫が発売していたタイトルの実制作を行っていたCybeleから派生する形で、鬼畜・陵辱色の強いCybeleと異なり純愛・コメディ路線を志向して立ち上げられたNornのデビュー作である。本作以降のNorn作品と比較した場合、第2作『精霊さまは孕みごろ』以降のタイトルがコンテンツ・ソフト協同組合（CSA、2010年12月に映像倫理機構へ審査業務を委譲）の審査を受けているのに対し、本作のみコンピュータソフトウェア倫理機構（ソフ倫）の審査を受けている点に違いがある。選択肢は1箇所のみ存在するが、エンディングは1種類のみである。スピンオフ作品として、iアプリ（FOMA専用）で本作のキャラクターを流用した脱衣ポーカーゲーム『使い魔様は魔界プリンセス 〜マジカルポーカー〜』がD-DreamモバイルとDMMで配信されていた。
また、本作はタイトルに「魔界プリンセス」を冠してはいるが、2009年に発売された三部作の魔界プリンセスシリーズとは登場人物や設定が異なるため、同シリーズには含まれない。

## ストーリー
優秀な魔導師の祖父を持つ黒井遊馬は異性関係のもつれが原因でチンピラにつけ狙われ、祖父が生前に「絶体絶命の危機の時以外は使うな」と厳命していた形見の指輪を使って魔族の召喚を試みる。すると、遊馬の前に現れたのは魔王の娘・リーゼロッテだった。リーゼは三流魔導師の遊馬に召喚されたことが気に召さず、10日以内に自分を召喚するにふさわしい資質を備えていることを証明しろと要求する。しかし、魔族が人間界で活動するためには召喚者の精を必要とするため、リーゼの方も不本意ながら遊馬と肉体関係を持つことになってしまう。

## 登場人物
黒井 遊馬（くろい ゆうま）
主人公。亡くなった祖父は優秀な魔導師で、その血筋を受け継いでいるため、魔法が使える。性格は軽く、手を出した相手が付き合っていたチンピラからつけ狙われ、切羽詰まって祖父の形見の指輪を使い、魔王の娘･リーゼを召喚してしまう。
リーゼロッテ・ランズベルグ
声 - 渋谷ひめ
遊馬に指輪を使って呼び出された魔王の娘。自分を召喚した遊馬を見下して「10日以内に自分を召喚するにふさわしい資質を備えていることを証明しなければお前の命をいただく」と要求するが、魔族が人間界で活動するためには召喚した相手の精を必要とするため、不本意ながら遊馬と肉体関係を結ぶことになってしまう。性的なことに関する知識はほとんど持ち合わせていない。
ヘレーネ・ランズベルク
声 - 逢川奈々
リーゼの姉。魔王である父をしのぐとも噂される強大な魔力を有しており、リーゼを人間界から魔界へ連れ戻すために2人の前に現れる。

## スタッフ
- 原画 - 水原優
- シナリオ - 春日森

## 要求スペック
- OS - Windows 98以降
- CPU - Celeron333MHz以上
- 必要メモリ - 64MB
- 推奨メモリ - 128MB
- 解像度 - 800×600（High color以上）
- DirectX - DirectX7.0以上
- デバイス - マウス